# Emil Mäder
Emil Mäder (* 21. Februar 1875 in Oberuzwil; † 17. Juni 1936 in St. Gallen; heimatberechtigt in Sirnach, Ehrenbürger von Gossau SG) war ein Schweizer Politiker (KVP).

## Biografie
Emil Mäder wurde am 21. Februar 1875 in Oberuzwil als Sohn des Tierarztes Johann Jakob Mäder und Maria Martina Rütschi geboren. Er studierte an den Universitäten Zürich und Bern Veterinärmedizin, welche er in Bern mit dem Staatsexamen abschloss. In Gossau SG liess er sich als Tierarzt nieder. Trotz beruflichen Erfolgen wäre er im Nachhinein lieber Jurist geworden. Emil Mäder war in erster Ehe mit Lydia Luise Eigenmann verheiratet. Nach ihrem frühen Tod ehelichte er 1906 Anna Maria Krähenmann. Aus erster Ehe entstammte eine Tochter und aus der zweiten deren fünf und vier Söhne. Einer davon war Elmar Mäder, später Chef der Eidgenössischen Fremdenpolizei.

## Politische Laufbahn
Seine Mitarbeit war in praktisch allen öffentlichen Ämtern gefragt, so auch als Präsident des Bezirksgerichts Gossau. Im Jahre 1915 wurde Emil Mäder in den Grossen Rat des Kantons St. Gallen gewählt. An der kantonalen Delegiertenversammlung der KVP vom 2. Mai 1920 wurde er als Regierungsratskandidat aufgestellt und am 16. Mai 1920 vom St. Galler Stimmvolk ehrenvoll gewählt. Im Regierungsrat übernahm Emil Mäder das Finanzdepartement und erreichte in den ersten Jahren ein ausgeglichenes Budget und eine geordnete Schuldentilgung. Die Weltwirtschaftskrise liess aber auch die Finanzen des Kantons St. Gallen nicht unberührt und so wurde vieles vom Erreichten wieder zunichtegemacht. Emil Mäder war in den Jahren 1924/1925 und 1930/1931 Landammann. 1928 wurde Emil Mäder für die KVP in den Nationalrat gewählt, wo er kurz nach seiner Wahl in die nationalrätliche Finanzkommission berufen wurde. Die politische Laufbahn von Emil Mäder auf Bundes- und Kantonsebene endete mit seinem Tod am 17. Juni 1936.